# فولتا الغارف 2021
فولتا الغارف 2021 (بالبرتغالية: Volta ao Algarve de 2021‏) هو سباق دراجات هوائية، وهو الموسم رقم 47 من فولتا الغارف، وأقيم خلال الفترة 5 مايو 2021، وحتى 9 مايو 2021، وامتدّ لمسافة 754.71 كيلومتر، وهو أحد سباقات سلسلة سباقات الاتحاد الدولي للدراجات للمحترفين 2021، وشارك فيه 175 متسابقاً ووصل إلى نهايته 153 متسابقاً.
فاز فيه بالمركز الأول جواو رودريغوس، وبالمركز الثاني إيثان هايتر، وبالمركز الثالث كاسبر أصغرين، والفائز في ترتيب النقاط سام بينيت، والفائز حسب ترتيب النقاط للشباب شون كوين ‏، والفائز حسب ترتيب التسلق لويس فيليبي فيرنانديز ‏، والفريق الفائز في ترتيب الفرق فورتنيو سامسيك.

## الفرق
| فرق عالمية (7)- AG2R Citroën Team - Bora-Hansgrohe - Deceuninck-Quick Step - Groupama-FDJ - Ineos Grenadiers - Intermarché-Wanty-Gobert Matériaux - UAE Team Emirates فرق برو (8)- Arkéa-Samsic - بنجوال دبليو بي 2021 ‏ - برجس بي إتش 2021 ‏ - كاجا رورال-سيغوروس 2021 ‏ - ديلكو 2021 ‏ - كيرن فارما 2021 ‏ - أوسكالتيل أوسكادي 2021 ‏ - Rally Cycling فرق قارية (10)- أنترت فيرينسي 2021 ‏ - AP Hotels & Resorts–Tavira–SC Farense ‏ - إيفابيل 2021 ‏ - Hagens Berman Jayco ‏ - كيلي - سيمولدز يو دي أو 2021 ‏ - Credibom–LA Alumínios–Marcos Car ‏ - Louletano Desportos Clube (cycling) ‏ - Rádio Popular–Paredes–Boavista ‏ - Tavfer–Ovos Matinados–Mortágua ‏ - W52–FC Porto ‏ |  |
| |  |

## المراحل
| قائمة المراحل | قائمة المراحل | قائمة المراحل              | قائمة المراحل          | قائمة المراحل | قائمة المراحل   | قائمة المراحل |
| المرحلة       | التاريخ       | الدورة                     |                        | المسافة (كم)  | الفائز بالمرحلة | القائد العام  |
| ------------- | ------------- | -------------------------- | ---------------------- | ------------- | --------------- | ------------- |
| مرحلة 1       | 5 مايو        | لاغوس – بورتيماو           | مرحلة مستوية           | 189٫65        | سام بينيت       | سام بينيت     |
| مرحلة 2       | 6 مايو        | Sagres ‏ – Fóia ‏            | مرحلة جبلية            | 182٫1         | إيثان هايتر     | إيثان هايتر   |
| مرحلة 3       | 7 مايو        | فارو – تاويرا              | مرحلة مستوية           | 203٫1         | سام بينيت       | إيثان هايتر   |
| مرحلة 4       | 8 مايو        | لاجوا – لاجوا              | نوع المرحلة غير معروف. | 20٫2          | كاسبر أصغرين    | إيثان هايتر   |
| مرحلة 5       | 9 مايو        | ألبوفيرا – Alto do Malhão ‏ | مرحلة جبلية متوسطة     | 169٫66        | ايلي جيسبرت     | جواو رودريغوس |

## النتيجة

### مرحلة 1
هي مرحلة بسيطة، أقيمت في 5 مايو 2021، وامتدّت لمسافة 189.65 كيلومتر. فاز بالمرحلة سام بينيت، وكان متصدر الترتيب العام في نهاية المرحلة سام بينيت.
| التصنيف العام         | التصنيف العام          | التصنيف العام   | التصنيف العام                      | التصنيف العام     |
| العداء                | العداء                 | البلد           | الفريق                             | الوقت             |
| --------------------- | ---------------------- | --------------- | ---------------------------------- | ----------------- |
| 1                     | سام بينيت              | جمهورية أيرلندا | دكونيك كويك ستب                    | 4 س 37 دقيقة 41 ث |
| 2                     | داني فان بوبيل         | هولندا          | Intermarché-Wanty-Gobert Matériaux | + 0 ث             |
| 3                     | جون ابرستوري           | إسبانيا         | Caja Rural-Seguros RGA             | + 0 ث             |
| 4                     | Stanisław Aniołkowski ‏ | بولندا          | Bingoal Pauwels Sauces WB          | + 0 ث             |
| 5                     | Iúri Leitão ‏           | البرتغال        | Tavfer-Measindot-Mortágua          | + 0 ث             |
| 6                     | مايكل موركوف           | الدنمارك        | دكونيك كويك ستب                    | + 0 ث             |
| 7                     | Jarrad Drizners ‏       | أستراليا        | Hagens Berman Axeon                | + 0 ث             |
| 8                     | روي أوليفيرا           | البرتغال        | فريق الإمارات                      | + 0 ث             |
| 9                     | إيثان هايتر            | المملكة المتحدة | Ineos Grenadiers                   | + 0 ث             |
| 10                    | Mikel Aristi ‏          | إسبانيا         | Euskaltel-Euskadi                  | + 0 ث             |
| مصدر: ProCyclingStats |                        |                 |                                    |                   |

### مرحلة 2
هي مرحلة جبلية، أقيمت في 6 مايو 2021، وامتدّت لمسافة 182.10 كيلومتر. فاز بالمرحلة إيثان هايتر، وكان متصدر الترتيب العام في نهاية المرحلة إيثان هايتر.
| التصنيف العام         | التصنيف العام          | التصنيف العام   | التصنيف العام                      | التصنيف العام     |
| العداء                | العداء                 | البلد           | الفريق                             | الوقت             |
| --------------------- | ---------------------- | --------------- | ---------------------------------- | ----------------- |
| 1                     | إيثان هايتر            | المملكة المتحدة | Ineos Grenadiers                   | 9 س 26 دقيقة 24 ث |
| 2                     | جواو رودريغوس          | البرتغال        | W52-FC Porto                       | + 0 ث             |
| 3                     | Jonathan Lastra ‏       | إسبانيا         | Caja Rural-Seguros RGA             | + 0 ث             |
| 4                     | ايلي جيسبرت            | فرنسا           | اركيا سامسيك                       | + 4 ث             |
| 5                     | إيفان سوسا             | كولومبيا        | Ineos Grenadiers                   | + 9 ث             |
| 6                     | سباستيان هيناو         | كولومبيا        | Ineos Grenadiers                   | + 20 ث            |
| 7                     | أمارو أنتونز           | البرتغال        | W52-FC Porto                       | + 30 ث            |
| 8                     | أودد كريستيان إيكينغ   | النرويج         | Intermarché-Wanty-Gobert Matériaux | + 34 ث            |
| 9                     | لويس فيليبي فيرنانديز ‏ | البرتغال        | Rádio Popular-Boavista             | + 35 ث            |
| 10                    | Nicolas Prodhomme ‏     | فرنسا           | AG2R Citroën Team                  | + 35 ث            |
| مصدر: ProCyclingStats |                        |                 |                                    |                   |

### مرحلة 3
هي مرحلة بسيطة، أقيمت في 7 مايو 2021، وامتدّت لمسافة 203.1 كيلومتر. فاز بالمرحلة سام بينيت، وكان متصدر الترتيب العام في نهاية المرحلة إيثان هايتر.
| التصنيف العام         | التصنيف العام          | التصنيف العام   | التصنيف العام                      | التصنيف العام      |
| العداء                | العداء                 | البلد           | الفريق                             | الوقت              |
| --------------------- | ---------------------- | --------------- | ---------------------------------- | ------------------ |
| 1                     | إيثان هايتر            | المملكة المتحدة | Ineos Grenadiers                   | 14 س 28 دقيقة 40 ث |
| 2                     | جواو رودريغوس          | البرتغال        | W52-FC Porto                       | + 0 ث              |
| 3                     | Jonathan Lastra ‏       | إسبانيا         | Caja Rural-Seguros RGA             | + 0 ث              |
| 4                     | ايلي جيسبرت            | فرنسا           | اركيا سامسيك                       | + 4 ث              |
| 5                     | إيفان سوسا             | كولومبيا        | Ineos Grenadiers                   | + 9 ث              |
| 6                     | سباستيان هيناو         | كولومبيا        | Ineos Grenadiers                   | + 20 ث             |
| 7                     | أمارو أنتونز           | البرتغال        | W52-FC Porto                       | + 30 ث             |
| 8                     | أودد كريستيان إيكينغ   | النرويج         | Intermarché-Wanty-Gobert Matériaux | + 34 ث             |
| 9                     | Nicolas Prodhomme ‏     | فرنسا           | AG2R Citroën Team                  | + 35 ث             |
| 10                    | لويس فيليبي فيرنانديز ‏ | البرتغال        | Rádio Popular-Boavista             | + 35 ث             |
| مصدر: ProCyclingStats |                        |                 |                                    |                    |

### مرحلة 4
هي مرحلة من نوع سباق زمن فردي، أقيمت في 8 مايو 2021، وامتدّت لمسافة 20.20 كيلومتر. فاز بالمرحلة كاسبر أصغرين، وكان متصدر الترتيب العام في نهاية المرحلة إيثان هايتر.
| التصنيف العام         | التصنيف العام       | التصنيف العام    | التصنيف العام          | التصنيف العام      |
| العداء                | العداء              | البلد            | الفريق                 | الوقت              |
| --------------------- | ------------------- | ---------------- | ---------------------- | ------------------ |
| 1                     | إيثان هايتر         | المملكة المتحدة  | Ineos Grenadiers       | 14 س 53 دقيقة 34 ث |
| 2                     | جواو رودريغوس       | البرتغال         | W52-FC Porto           | + 12 ث             |
| 3                     | كاسبر أصغرين        | الدنمارك         | دكونيك كويك ستب        | + 21 ث             |
| 4                     | Thibault Guernalec ‏ | فرنسا            | اركيا سامسيك           | + 22 ث             |
| 5                     | Jonathan Lastra ‏    | إسبانيا          | Caja Rural-Seguros RGA | + 42 ث             |
| 6                     | ماكسيم بويه         | فرنسا            | اركيا سامسيك           | + 53 ث             |
| 7                     | ايلي جيسبرت         | فرنسا            | اركيا سامسيك           | + 56 ث             |
| 8                     | سباستيان هيناو      | كولومبيا         | Ineos Grenadiers       | + 1 دقيقة 18 ث     |
| 9                     | شون كوين ‏           | الولايات المتحدة | Hagens Berman Axeon    | + 1 دقيقة 37 ث     |
| 10                    | دانيال نافارو       | إسبانيا          | Burgos-BH              | + 1 دقيقة 43 ث     |
| مصدر: ProCyclingStats |                     |                  |                        |                    |

### مرحلة 5
هي مرحلة جبلية متوسطة، أقيمت في 9 مايو 2021، وامتدّت لمسافة 169.66 كيلومتر. فاز بالمرحلة ايلي جيسبرت، وكان متصدر الترتيب العام في نهاية المرحلة جواو رودريغوس.
| التصنيف العام         | التصنيف العام | التصنيف العام | التصنيف العام | التصنيف العام |
| العداء                | العداء        | البلد         | الفريق        | الوقت         |
| --------------------- | ------------- | ------------- | ------------- | ------------- |
| مصدر: ProCyclingStats |               |               |               |               |

## التصنيف العام النهائي
| التصنيف العام         | التصنيف العام       | التصنيف العام   | التصنيف العام          | التصنيف العام      |
| العداء                | العداء              | البلد           | الفريق                 | الوقت              |
| --------------------- | ------------------- | --------------- | ---------------------- | ------------------ |
| 1                     | جواو رودريغوس       | البرتغال        | W52-FC Porto           | 19 س 03 دقيقة 56 ث |
| 2                     | إيثان هايتر         | المملكة المتحدة | Ineos Grenadiers       | + 9 ث              |
| 3                     | كاسبر أصغرين        | الدنمارك        | دكونيك كويك ستب        | + 28 ث             |
| 4                     | Jonathan Lastra ‏    | إسبانيا         | Caja Rural-Seguros RGA | + 41 ث             |
| 5                     | ايلي جيسبرت         | فرنسا           | اركيا سامسيك           | + 44 ث             |
| 6                     | Thibault Guernalec ‏ | فرنسا           | اركيا سامسيك           | + 48 ث             |
| 7                     | ماكسيم بويه         | فرنسا           | اركيا سامسيك           | + 1 دقيقة 13 ث     |
| 8                     | سباستيان هيناو      | كولومبيا        | Ineos Grenadiers       | + 1 دقيقة 27 ث     |
| 9                     | جوني برانداو        | البرتغال        | W52-FC Porto           | + 1 دقيقة 40 ث     |
| 10                    | دانيال نافارو       | إسبانيا         | Burgos-BH              | + 1 دقيقة 54 ث     |
| مصدر: ProCyclingStats |                     |                 |                        |                    |

### تصنيف النقاط
| تصنيف النقاط          | تصنيف النقاط           | تصنيف النقاط    | تصنيف النقاط              | تصنيف النقاط |
| العداء                | العداء                 | البلد           | الفريق                    | النقاط       |
| --------------------- | ---------------------- | --------------- | ------------------------- | ------------ |
| 1                     | سام بينيت              | جمهورية أيرلندا | دكونيك كويك ستب           | 50 نقطة      |
| 2                     | جون ابرستوري           | إسبانيا         | Caja Rural-Seguros RGA    | 29 نقطة      |
| 3                     | جواو رودريغوس          | البرتغال        | W52-FC Porto              | 25 نقطة      |
| 4                     | مايكل موركوف           | الدنمارك        | دكونيك كويك ستب           | 24 نقطة      |
| 5                     | ايلي جيسبرت            | فرنسا           | اركيا سامسيك              | 23 نقطة      |
| 6                     | إيثان هايتر            | المملكة المتحدة | Ineos Grenadiers          | 18 نقطة      |
| 7                     | Jonathan Lastra ‏       | إسبانيا         | Caja Rural-Seguros RGA    | 18 نقطة      |
| 8                     | Stanisław Aniołkowski ‏ | بولندا          | Bingoal Pauwels Sauces WB | 13 نقطة      |
| 9                     | Iúri Leitão ‏           | البرتغال        | Tavfer-Measindot-Mortágua | 12 نقطة      |
| 10                    | جوني برانداو           | البرتغال        | W52-FC Porto              | 10 نقطة      |
| مصدر: ProCyclingStats |                        |                 |                           |              |

### تصنيف الجبال
| تصنيف الجبال          | تصنيف الجبال           | تصنيف الجبال    | تصنيف الجبال              | تصنيف الجبال |
| العداء                | العداء                 | البلد           | الفريق                    | النقاط       |
| --------------------- | ---------------------- | --------------- | ------------------------- | ------------ |
| 1                     | لويس فيليبي فيرنانديز ‏ | البرتغال        | Rádio Popular-Boavista    | 16 نقطة      |
| 2                     | جواو رودريغوس          | البرتغال        | W52-FC Porto              | 15 نقطة      |
| 3                     | ميكل شوارزمان          | ألمانيا         | بورا هانسغروه             | 13 نقطة      |
| 4                     | إيثان هايتر            | المملكة المتحدة | Ineos Grenadiers          | 13 نقطة      |
| 5                     | ايلي جيسبرت            | فرنسا           | اركيا سامسيك              | 10 نقطة      |
| 6                     | كيني مولي              | بلجيكا          | Bingoal Pauwels Sauces WB | 8 نقطة       |
| 7                     | Jonathan Lastra ‏       | إسبانيا         | Caja Rural-Seguros RGA    | 8 نقطة       |
| 8                     | خافيير مورينو          | إسبانيا         | Efapel                    | 7 نقطة       |
| 9                     | هنريكي هيكتور          | البرتغال        | Kelly-Simoldes-UDO        | 7 نقطة       |
| 10                    | بنجامين توماس          | فرنسا           | Groupama-FDJ              | 7 نقطة       |
| مصدر: ProCyclingStats |                        |                 |                           |              |

## تصنيف الفرق

### الفرق حسب الوقت
| تصنيف الفرق حسب الوقت | تصنيف الفرق حسب الوقت                 | تصنيف الفرق حسب الوقت | تصنيف الفرق حسب الوقت |
| الفريق                | الفريق                                | البلد                 | الوقت                 |
| --------------------- | ------------------------------------- | --------------------- | --------------------- |
| 1                     | اركيا سامسيك                          | فرنسا                 | 44 س 42 دقيقة 20 ث    |
| 2                     | Ineos Grenadiers                      | المملكة المتحدة       | + 1 ث                 |
| 3                     | Delko                                 | فرنسا                 | + 33 ث                |
| 4                     | W52-FC Porto                          | البرتغال              | + 3 دقيقة 30 ث        |
| 5                     | Rally Cycling                         | الولايات المتحدة      | + 6 دقيقة 50 ث        |
| 6                     | Kelly-Simoldes-UDO                    | البرتغال              | + 8 دقيقة 34 ث        |
| 7                     | Caja Rural-Seguros RGA                | إسبانيا               | + 11 دقيقة 03 ث       |
| 8                     | Atum General /Tavira/Maria Nova Hotel | البرتغال              | + 11 دقيقة 05 ث       |
| 9                     | Burgos-BH                             | إسبانيا               | + 11 دقيقة 39 ث       |
| 10                    | Bingoal Pauwels Sauces WB             | بلجيكا                | + 13 دقيقة 42 ث       |
| مصدر: ProCyclingStats |                                       |                       |                       |

## تصانيف فرعية

### تصنيف أفضل شاب
| تصنيف أفضل شاب        | تصنيف أفضل شاب       | تصنيف أفضل شاب   | تصنيف أفضل شاب         | تصنيف أفضل شاب     |
| العداء                | العداء               | البلد            | الفريق                 | الوقت              |
| --------------------- | -------------------- | ---------------- | ---------------------- | ------------------ |
| 1                     | شون كوين ‏            | الولايات المتحدة | Hagens Berman Axeon    | 19 س 06 دقيقة 26 ث |
| 2                     | كارلوس رودريغيز كانو | إسبانيا          | Ineos Grenadiers       | + 3 دقيقة 05 ث     |
| 3                     | بيدرو اندرادي ‏       | البرتغال         | Hagens Berman Axeon    | + 5 دقيقة 12 ث     |
| 4                     | Matthew Riccitello ‏  | الولايات المتحدة | Hagens Berman Axeon    | + 6 دقيقة 34 ث     |
| 5                     | Diogo Barbosa ‏       | البرتغال         | Hagens Berman Axeon    | + 13 دقيقة 05 ث    |
| 6                     | Afonso Silva ‏        | البرتغال         | Rádio Popular-Boavista | + 13 دقيقة 32 ث    |
| 7                     | Pedro Miguel Lopes ‏  | البرتغال         | Kelly-Simoldes-UDO     | + 13 دقيقة 46 ث    |
| 8                     | Carlos Canal ‏        | إسبانيا          | Burgos-BH              | + 15 دقيقة 27 ث    |
| 9                     | Matis Louvel ‏        | فرنسا            | اركيا سامسيك           | + 16 دقيقة 58 ث    |
| 10                    | Jarrad Drizners ‏     | أستراليا         | Hagens Berman Axeon    | + 20 دقيقة 23 ث    |
| مصدر: ProCyclingStats |                      |                  |                        |                    |

## وصلات خارجية
- الموقع الرسمي
- لمحة عن سباق فولتا الغارف 2021 على موقع  ProCyclingStats   (برو  سايكلنج  ستاتس) - إحصاءات  محترفي  الدراجات.
- فولتا الغارف 2021 على موقع إحصائيات الدراجات الإحترافية (الإنجليزية)